# Aristea cuspidata
Aristea cuspidata är en irisväxtart som beskrevs av Schinz. Aristea cuspidata ingår i släktet Aristea och familjen irisväxter. Inga underarter finns listade i Catalogue of Life.